# HD 170111
HD 170111，又名BD+26 3259，SAO 86060、HR 6924，是一颗恒星，视星等为6.53，位于銀經54.53，銀緯16.8，其B1900.0坐标为赤經18h 22m 39.5s，赤緯+26° 16.8′ 22″。